# San Martino sul Fiora
San Martino sul Fiora est une frazione située sur la commune de Manciano, province de Grosseto, en Toscane, Italie. Au moment du recensement de 2011 sa population était de 211 habitants.

## Géographie
Le hameau est situé sur les collines de l'Albegna et de la Fiora, donc le nom, à 70 km au sud-est de la ville de Grosseto,.

## Monuments
- Église San Martino (XVIe siècle), totalement reconstruite entre 1952 et 1956[3]
- Ruines du monastère franciscain[1]